# 国道286号
国道286号（こくどう286ごう）は、宮城県仙台市青葉区から山形県山形市に至る一般国道である。

## 概要
古くから仙台と山形を結ぶ主要道だった笹谷街道に沿う国道である。県庁所在地間を結ぶ国道の一つである事から仙台 - 山形間のアクセスとして用いられる道路の一つである。

### 路線データ
一般国道の路線を指定する政令に基づく起終点および重要な経過地は次のとおり。
- 起点：仙台市（青葉区本町、東二番丁定禅寺通交差点[注釈 2] = 国道45号交点、国道48号上、宮城県道22号仙台泉線起点）
- 終点：山形市（鉄砲町交差点、国道112号交点、国道348号終点）
- 重要な経過地：宮城県柴田郡川崎町
- 総延長 : 68.8 km（宮城県 34.2 km、仙台市 17.0 km、山形県 17.5 km）重用延長を含む。[3][注釈 3]
- 重用延長 : 0.5 km（宮城県 - km、仙台市 0.5 km、山形県 - km）[3][注釈 3]
- 未供用延長 : なし[3][注釈 3]
- 実延長 : 68.3 km（宮城県 34.2 km、仙台市 16.6 km、山形県 17.5 km）[3][注釈 3]
  - 現道 : 60.0 km（宮城県 25.8 km、仙台市 16.6 km、山形県 17.5 km）[3][注釈 3]
  - 旧道 : 8.4 km（宮城県 8.4 km、仙台市 - km、山形県 - km）[3][注釈 3]
  - 新道 : なし[3][注釈 3]
- 指定区間：なし[4]
- 重さ指定区間：笹谷峠（笹谷IC - 関沢IC）
- 高さ指定区間：笹谷峠（笹谷IC - 関沢IC）

## 歴史

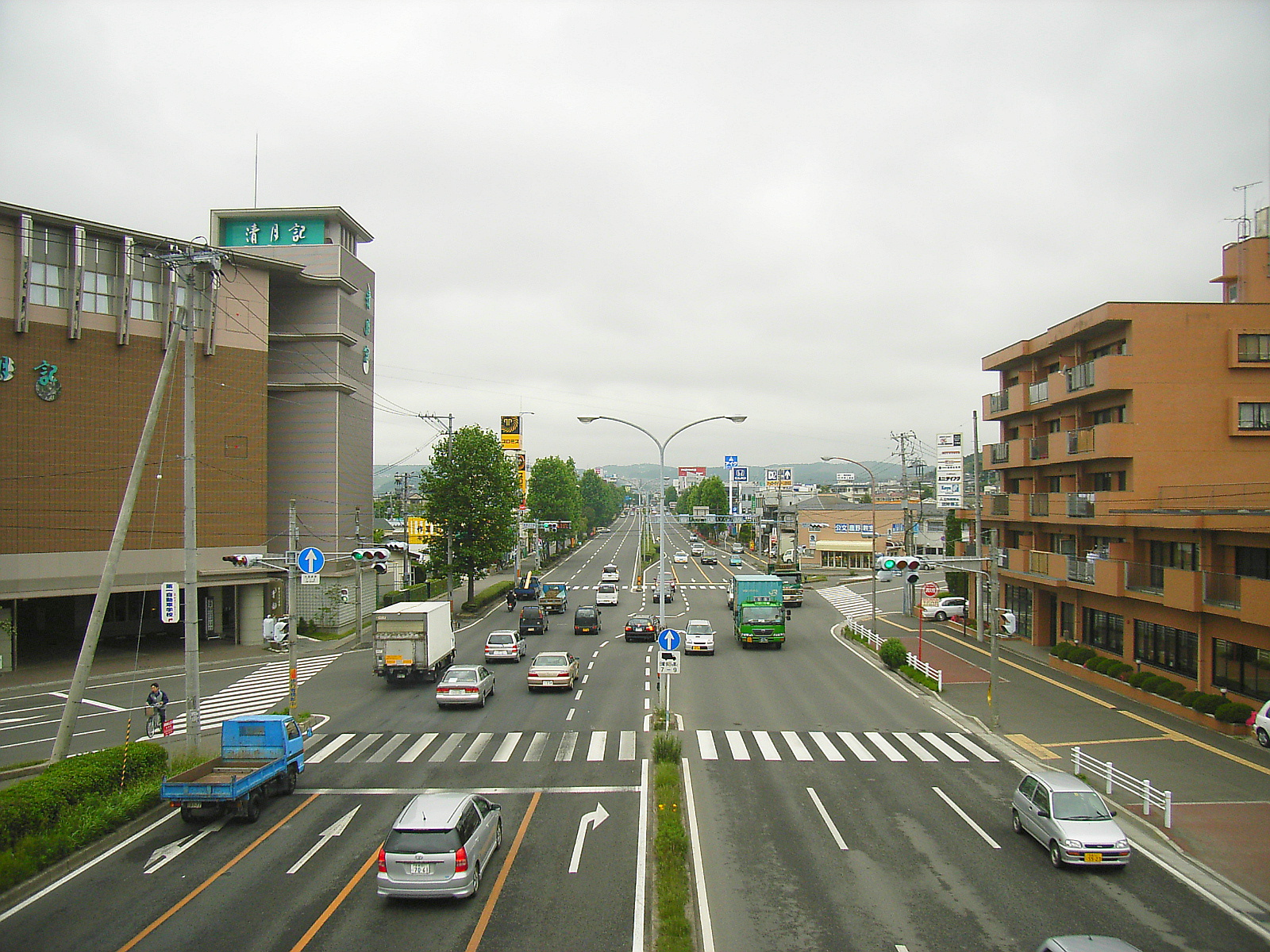
国道286号（秋保通）鹿野2丁目交差点。交差点から手前が経路変更により2008年4月から国道となった区間。斜めに交差しているのが旧道（仙台市太白区、2005年6月撮影）

- 1954年（昭和29年）12月27日 - 宮城県仙台市長町字大道西8番地先（現・太白区長町3丁目）の一級国道4号（現・仙台市道太白2309号・原町広岡（その2）線）分岐より、名取郡生出村（現・同区生出地区）、柴田郡川崎村（現・川崎町）を通り、山形県山形市の一級国道13号分岐に至る区間を、「主要地方道仙台川崎山形線」に指定。
- 1970年（昭和45年）4月1日 - 「主要地方道仙台川崎山形線」を「一般国道286号」（宮城県仙台市 - 山形県山形市）として指定。
- 1975年（昭和50年）10月1日 - バイパス道路完成[5]。
- 1986年（昭和61年）12月 - 宮城県柴田郡川崎町の川崎バイバス・小野バイパス（宮城川崎インターチェンジ前 - 国営みちのく杜の湖畔公園）・碁石バイパスが完成。[6]
- 1989年（平成元年）4月1日 - 仙台市の政令指定都市移行に伴い仙台市内の管理が宮城県から仙台市に移行。
- 1992年（平成4年）12月24日 - 鹿野2丁目 - 西多賀 - 人来田間の旧道が仙台市道1842号鹿野人来田線として認定（供用開始は1993年（平成5年）3月31日付）され、国道から仙台市道に降格。
- 2008年（平成20年）4月1日 - 長町地区の国道4号経路変更に伴い、起点・経路が変更され、長町5丁目交差点（旧起点） - 鹿野2丁目の区間（1.2 km）が仙台市道へ降格、長町バイパスの宮沢橋交差点（新起点） - 鹿野2丁目の区間（1.9 km）が仙台市道から国道286号に昇格[7]。
- 2016年（平成28年）4月1日 - 東二番丁定禅寺通交差点（勾当台公園） - 東二番丁通 - 愛宕大橋 - 宮沢橋交差点の区間3.3 kmが国道4号から国道286号に切り替え[8][9]。これによって仙台市都心部を通過する国道4号が消滅するとともに、国道286号が仙台市都心部まで乗り入れるかたちとなる。仙台市民にとっては長らく国道4号として親しまれてきた東二番丁通りも、国道286号となった。
- 2017年（平成29年） - 宮城県および仙台市が、仙台市と宮城県柴田郡川崎町の境界付近のバイパス化に事業着手、2028年（令和10年）頃の完成を目指していることが報道された[10]。現道は急勾配、急カーブが連続するため、北側に2つのトンネルと3つの橋を含むバイパスを予定している。同年中には橋梁の設計業務等が発注された[11]。

## 路線状況

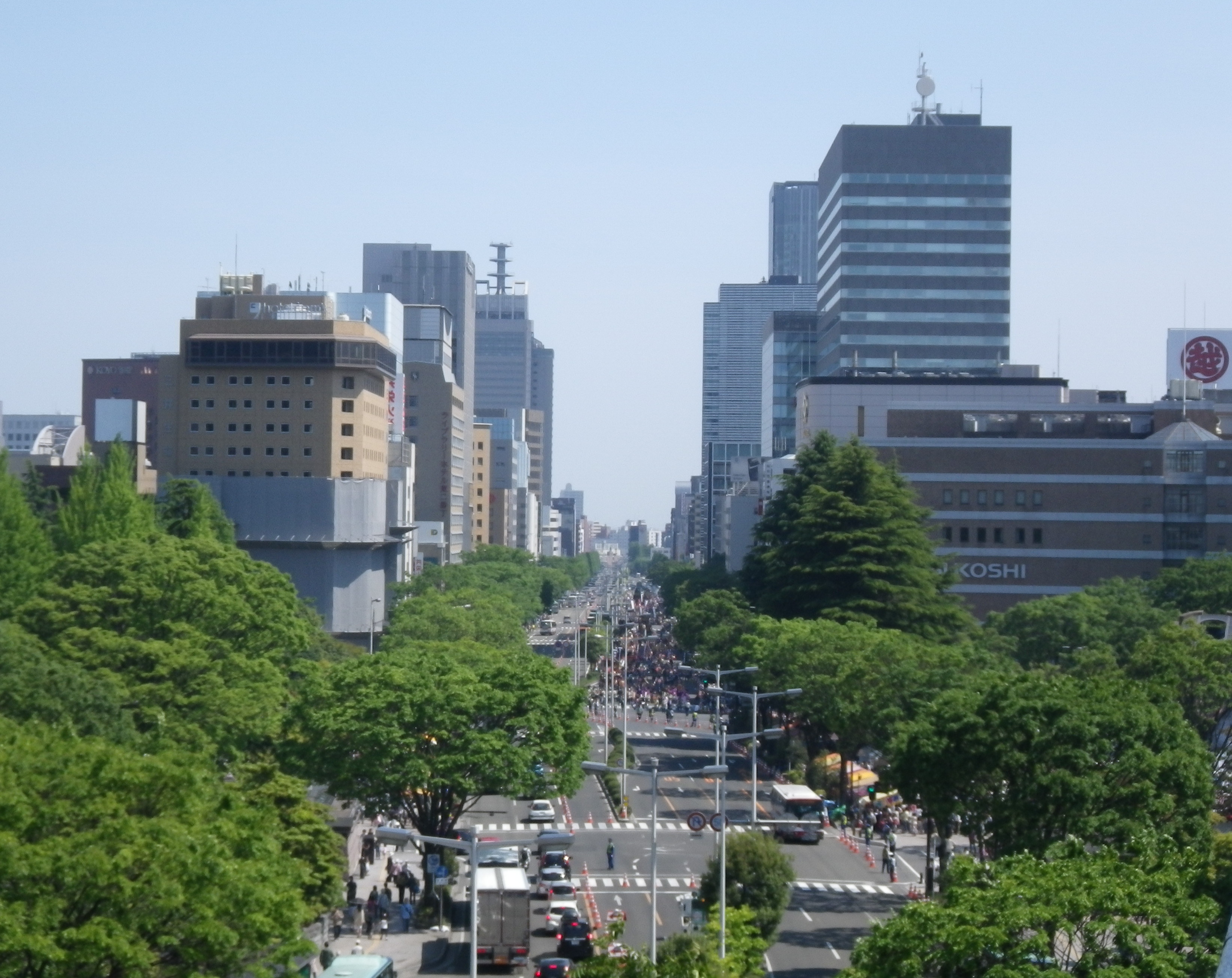
国道286号起点（2012年5月、撮影当時は国道4号支線の末端であった）。仙台・青葉まつりのパレード中。

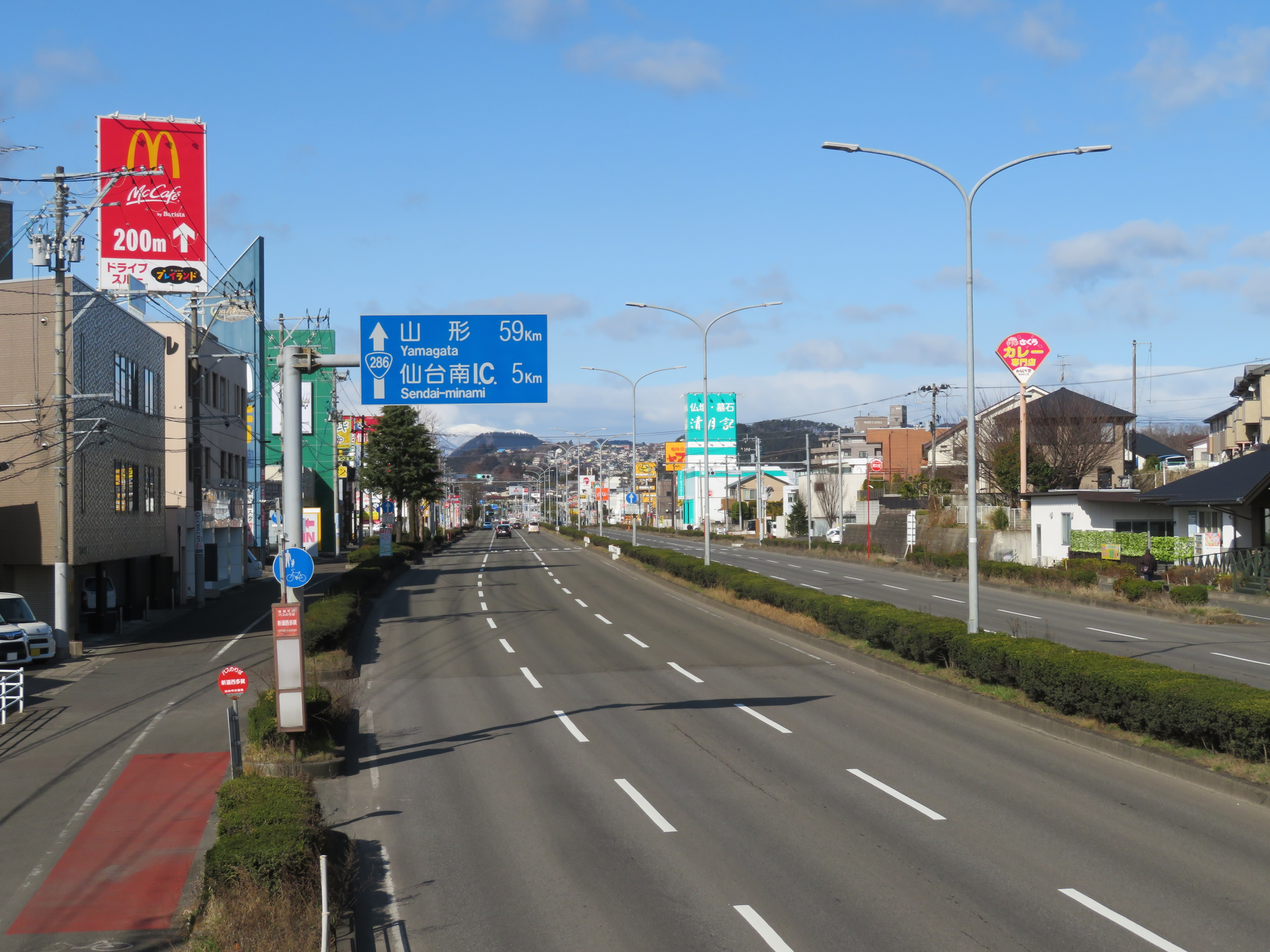
宮城県仙台市太白区西多賀2丁目付近

### 別名
- 東二番丁通り
- 笹谷街道
- 愛宕上杉通り
- 広瀬河畔通り（愛宕大橋南詰 - 宮沢橋）
- 秋保通り（宮沢橋 - 鹿野二丁目の区間も含まれる）
  - 2008年（平成20年）4月1日までは、秋保通（長町バイパス）は宮沢橋交差点を起点としているが、国道286号となるのは鹿野二丁目交差点（写真）から西の区間であった。そのため一部の地図などでは宮沢橋 - 鹿野二丁目の区間も国道286号バイパスと誤植される誤りがしばしばあった（実際には、同区間は仙台市道373号南小泉茂庭線であった）。2008年（平成20年）4月1日に起点・経路が変更されたため、秋保通（長町バイパス）は全線が国道286号となった。
- ニーパーロク[12]（286号という名前をモジった呼び名）
  - 旧笹谷街道の起点である旧長町宿にあるエフエムたいはく（仙台市太白区）では、2008年（平成20年）10月4日から「ニー・パー・ロク!」という番組を放送していた（当初は毎週土曜21:30より、後に毎週金曜22:30 - 23:00）。

### バイパス
- 生出バイパス（仙台市太白区茂庭中ノ瀬東 - 仙台市太白区茂庭字原山）
- 赤石バイパス（仙台市太白区坪沼内城 - 仙台市太白区茂庭川添東）
- 支倉道路（仙台市太白区坪沼山田 - 川崎町支倉字中山）[13]
- 碁石バイパス（川崎町支倉字碁石）
- 小野バイパス（川崎町小野字根岸 - 川崎町小野字弁天）
- 川崎バイパス（川崎町小野字弁天 - 川崎町前川字北原）
- （川崎町今宿字神林 - 川崎町今宿字笹谷町）

### かつて指定されていた道路
- 仙台市太白区長町 - 仙台市太白区鹿野 : 市道へ降格。
  - 仙台南郵便局がある道が旧道。たいはっくる前の交差点が2008年3月までの起点となっていた。
- 仙台市太白区鹿野 - 仙台市太白区人来田 : 市道へ降格。
- 仙台市太白区茂庭中ノ瀬東 - 仙台市太白区茂庭字原山 : 宮城県道31号仙台村田線および市道へ降格。
- 仙台市太白区坪沼内城 - 仙台市太白区茂庭川添東 : 宮城県道・山形県道62号仙台山寺線および市道へ降格。
- 川崎町支倉字碁石 : 宮城県道119号碁石富岡線および町道へ降格。
- 川崎町小野字根岸 - 川崎町小野字弁天 : 町道および国営みちのく杜の湖畔公園里山地区内。
- 川崎町小野字弁天 - 川崎町前川字北原 : 宮城県道14号亘理大河原川崎線、宮城県道47号蔵王川崎線および町道へ降格。
- 川崎町今宿字神林 - 川崎町今宿字笹谷町 : 町道へ降格。
- 笹谷トンネル : 山形自動車道
  - 山形自動車道の笹谷IC - 関沢IC間は、山形道の開通以前の1981年（昭和56年）に、国道286号のバイパス有料道路（笹谷トンネル）として開通・供用され、4車線化が行われるまでは同区間は国道286号のバイパスという扱いであった。1998年（平成10年）に高速自動車国道に格上げされたため、国道286号の区間ではなくなっている[14]。

宮城交通が運行する路線 川崎 - 仙台駅前 は川崎（宮城川崎IC近く）- 長町駅／たいはっくる前（旧始点・旧長町ターミナル）間でおおよそバイパス開通前の旧道を走行している。ただし 砂押町 - たいはっくる間 は現在旧道ではなく、長町南駅／太白区役所前 など道幅が広い市道を通るように路線が変更されている。

### 重複区間
- 国道48号（宮城県仙台市青葉区本町・東二番丁定禅寺通交差点（起点） - 仙台市青葉区一番町）
- 国道457号（宮城県柴田郡川崎町川内 - 柴田郡川崎町今宿）

### 冬期閉鎖区間
- 笹谷峠
  - 笹谷IC - 関沢IC（11月上旬 - 翌年4月下旬）。台風による土砂崩れのため通年峠越えが出来なかった時期があったが、2002年（平成14年）から通れるようになった。

## 地理

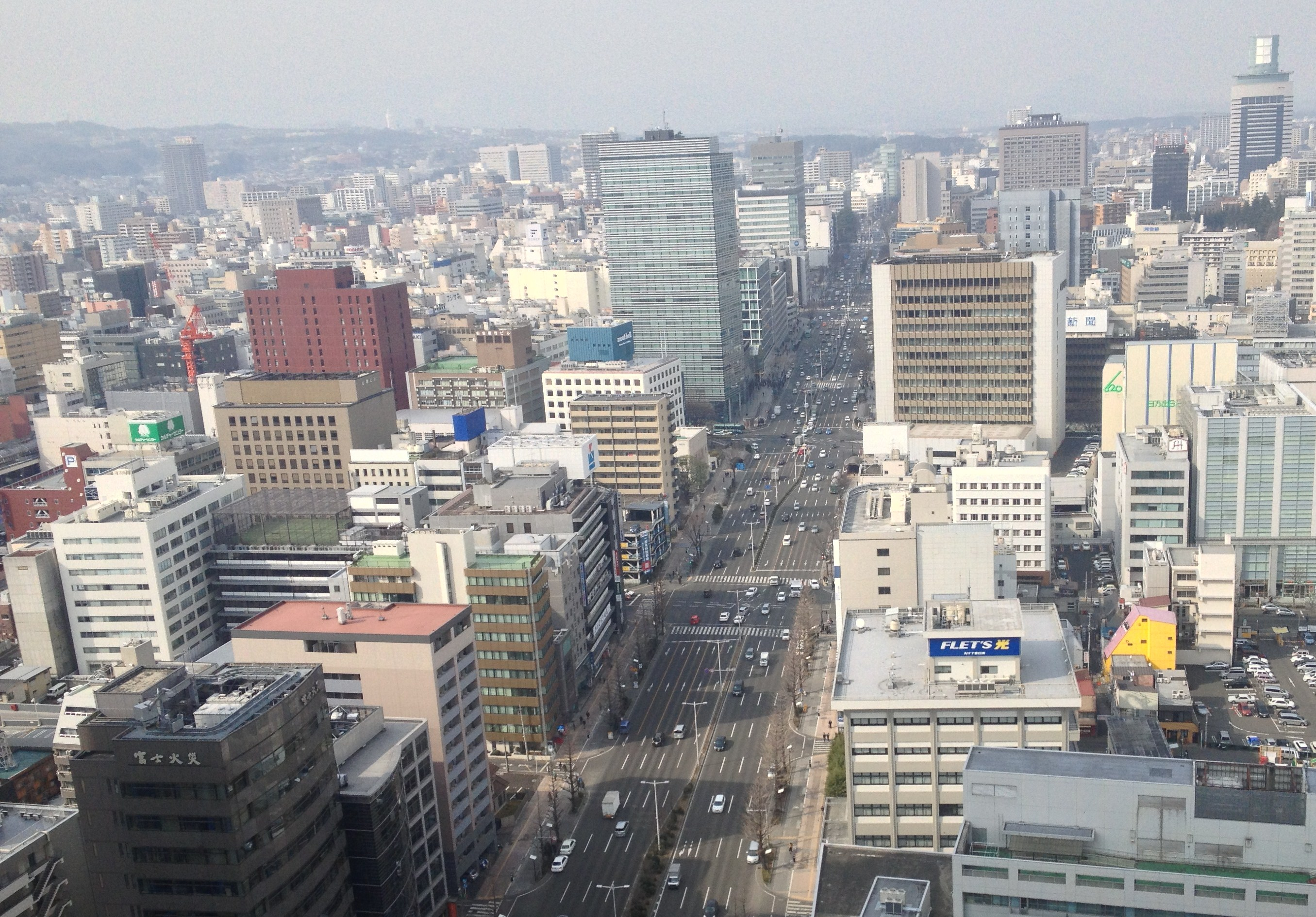
SS30から見た国道286号（2013年3月、撮影当時は国道4号）

### 通過する自治体
- 宮城県
  - 仙台市（青葉区、若林区、太白区） - 名取市 - 仙台市（太白区） - 柴田郡川崎町
- 山形県
  - 山形市

### 交差する道路
- 宮城県
  - 国道45号、宮城県道22号仙台泉線（仙台市青葉区本町・東二番丁定禅寺通交差点（起点））
  - 国道48号・山形方面（仙台市青葉区一番町）
  - 宮城県道235号荒井荒町線（仙台市若林区荒町）
  - 宮城県道273号仙台名取線（仙台市太白区根岸町）
  - 宮城県道258号仙台館腰線（仙台市太白区長町8丁目）
  - 仙台南部道路山田IC（仙台市太白区山田）
  - E4 東北自動車道仙台南IC（仙台市太白区茂庭）
  - 宮城県道31号仙台村田線（仙台市太白区茂庭）
  - 宮城県道・山形県道62号仙台山寺線（仙台市太白区茂庭）
  - 宮城県道119号碁石富岡線（川崎町支倉）
  - 国道457号・秋保方面、宮城県道47号蔵王川崎線（川崎町川内）
  - E48 山形自動車道宮城川崎IC、宮城県道14号亘理大河原川崎線（川崎町前川）
  - 国道457号・蔵王エコーライン方面（川崎町今宿）
  - E48 山形自動車道笹谷IC（川崎町今宿）
- 山形県
  - E48 山形自動車道関沢IC（山形市関沢）
  - 山形県道272号宝沢坊原線（山形市防原町）
  - E48 山形自動車道山形蔵王IC（山形市東山形1丁目）
  - 山形県道167号妙見寺西蔵王公園線（山形市東山形2丁目）
  - 山形県道267号十日町山形線（山形市松波4丁目）
  - 国道13号、国道48号（山形市松山）
  - 国道112号、国道348号（山形市鉄砲町）